# Тюсенкруп
„Тюсенкруп“ АД  (на немски: ThyssenKrupp AG) е германска промишлена компания, работеща най-вече в областта на стоманодобива, но също и в автомобилния и корабостроителния сектор, както и в производството на промишлено оборудване, асансьори и др.
Образувана е през 1999 г. след сливането на Тюсен и Круп. Седалището на концерна се намира в Дуйсбург и в Есен, а главното управление – в Есен.

## История
„Круп“ е виден 400-годишен род от гр. Есен, Германия, известен по цял свят с произвежданите от тяхната компания стомана, муниции и оръжие. Семейният бизнес, започнат от Фридрих Круп, след обединението с „Тисен“ през 1990-те години се нарича Тюсенкруп и е огромен промишлен конгломерат.
Фридрих Круп (1787 – 1826) основава малка леярна в Есен през 1811 г. Неговият син Алфред Круп (1812 – 1887), познат из целия свят като „Краля на оръдията“ и „Алфред Велики“, инвестира в нови технологии и започва да произвежда железопътни релси и части за локомотиви. Започва да купува мини из Германия и Франция и инвестира в металолеене, особено по метода Бесемерово леене, при който с така наречената „Бесемерова круша“ започват да произвеждат меко желязо, подходящо за дообработка и закаляване.
Фирмата започва да произвежда оръдия от 1840 г., предимно за Руската, Турската и Пруската армии. Малкото невоенно приложение и субсидиите от правителството карат Круп все повече да се ориентира и специализира към военното производство. През 1880 г. повече от 50% от производството на компанията е за военни нужди. Когато Алфред поема компанията, има 5 служители, а в годините на военно производство – 20 хил. работници. Смъртта му идва в момент, когато „Круп“ е най-голямата компания в света.
През 2005 г. ThyssenKrupp стъпва и на българския пазар на метали, като се обединява с „Юпитер — Стомана“. Германо-българският концерн се нарича „ThyssenKrupp — Юпитер Стомана“ („ThyssenKrupp — Jupiter Stomana“), и със своите складово-производствени бази в градовете София, Пловдив, Русе и Бургас заема водеща позиция на пазара на метали в България.
Благодарение на офиса си в Букурещ компанията работи добре на румънския пазар.
1. 1 2 3  d2zo35mdb530wx.cloudfront.net